# Notes from San Francisco
Notes from San Francisco es un álbum póstumo del guitarrista irlandés de blues rock Rory Gallagher, publicado en 2011 a través de Eagle Records. Consta de dos discos, el primero contiene canciones escritas en 1977 y el segundo cuenta con temas en vivo grabados en 1979.
Los temas del primer disco fueron grabados en la ciudad de San Francisco (California) en diciembre de 1977 y fueron producidas por Elliot Mazer, destacado productor discográfico que ha trabajado con artistas como Bob Dylan y Janis Joplin, entre otros. A pesar de aquello dichas canciones nunca fueron lanzadas al mercado, ya que en palabras de Rory: «no me gustó el lado técnico de las canciones». Por ello regrabó todo el material y de ese nuevo trabajo apareció el disco Photo-Finish en 1978.
Por otro lado, el segundo disco es una presentación en vivo que se grabó en diciembre de 1979 también en la ciudad californiana de San Francisco. Este material fue puesto a disposición por su hermano Dónal Gallagher y por su sobrino Daniel, hijo de este último que además cumple la función de productor.
Obtuvo el puesto 4 en la lista Top Blues Albums de los Estados Unidos y alcanzó la posición 44 en los UK Albums Chart del Reino Unido.

## Lista de canciones
Todas las canciones escritas por Rory Gallagher.

### Disco uno
| N.º | Título                                       | Duración |  |
| 1.  | «Rue the Day»                                | 4:26     |  |
| 2.  | «Persuasion»                                 | 4:45     |  |
| 3.  | «B Girl»                                     | 4:42     |  |
| 4.  | «Mississippi Sheiks»                         | 5:56     |  |
| 5.  | «Wheels Within Wheels»                       | 3:40     |  |
| 6.  | «Overnight Bag»                              | 4:46     |  |
| 7.  | «Cruise On Out»                              | 5:19     |  |
| 8.  | «Brute Force & Ignorance»                    | 5:45     |  |
| 9.  | «Fuel to the Fire»                           | 5:43     |  |
| 10. | «Wheels Within Wheels» (versión alternativa) | 3:55     |  |
| 11. | «Cut a Dash»                                 | 3:49     |  |
| 12. | «Out on the Tiles»                           | 4:22     |  |

### Disco dos
| N.º | Título            | Duración |  |
| 1.  | «Follow Me»       | 6:25     |  |
| 2.  | «Shinkicker»      | 3:42     |  |
| 3.  | «Off the Handle»  | 7:01     |  |
| 4.  | «Bought and Sold» | 4:43     |  |
| 5.  | «I'm Leavin'»     | 4:35     |  |
| 6.  | «Tattoo'd Lady»   | 6:49     |  |
| 7.  | «Do You Read Me»  | 6:11     |  |
| 8.  | «Country Mile»    | 3:51     |  |
| 9.  | «Calling Card»    | 5:51     |  |
| 10. | «Shadow Play»     | 5:11     |  |
| 11. | «Bullforg Blues»  | 5:38     |  |
| 12. | «Sea Cruise»      | 3:29     |  |

## Músicos
- Rory Gallagher: voz, guitarra eléctrica y armónica
- Gerry McAvoy: bajo
- Rod d'Ath: batería
- Lou Martin: teclados
- Ted McKenna: batería
- Martin Fiero: saxofón
- Joe O'Donell: violín